# Pruderia

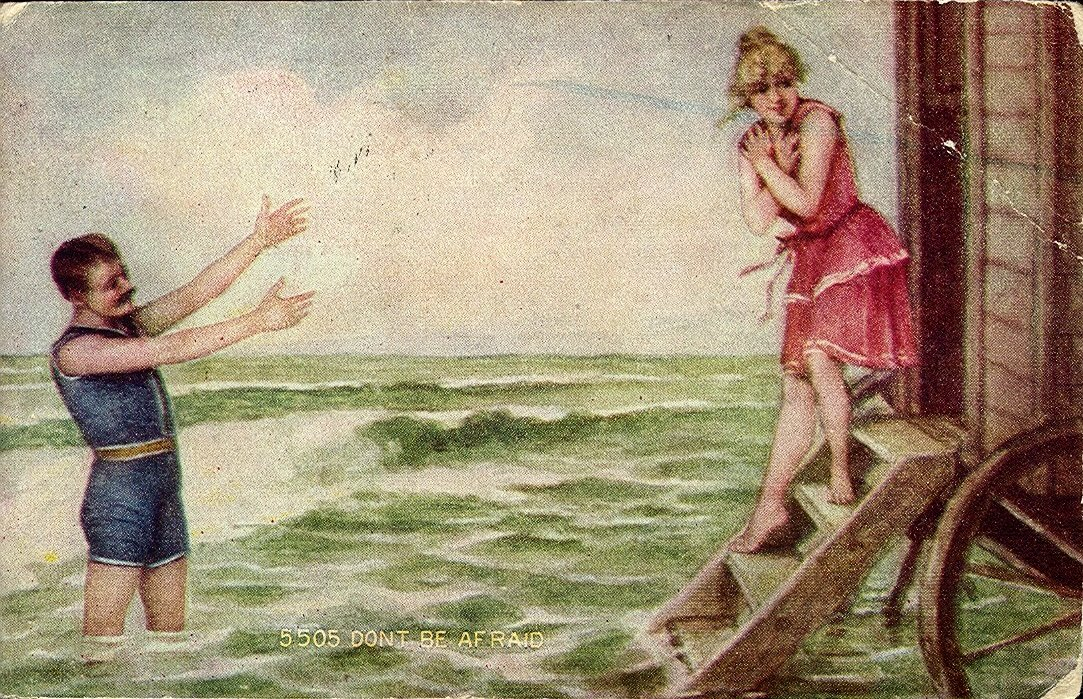

Pruderia (fr. pruderie) – pochodzące z języka francuskiego określenie fałszywej skromności lub przesadnej i udawanej wstydliwości. Pruderia najczęściej dotyczy seksualności.
Max Scheler definiuje pruderię jako pewną formę wyrażania wstydu, która jest pusta pod względem [zawartości] uczucia wstydu i nie odpowiada już charakterowi rzeczywistego wyrazu wstydliwości.
Walkę z pruderią deklarował np. Gustav Wied, duński poeta, prozaik i dramaturg, którego utwory były uznawane za obsceniczne. Jego sztuki z tego powodu zdejmowano z afisza, a kopenhaski Sąd Najwyższy skazał go, za treści zawarte w jednej z nowel, na karę 14 dni aresztu.
Otwartą walkę z pruderią deklarował również D.H. Lawrence (1885–1930), biseksualista, autor powieści Synowie i kochankowie, Zakochane kobiety i Kochanek lady Chatterley.